# Лекеров, Куан
Куан Лекеров (каз. Қуан Лекеров; 1896, аул № 1, Кууский район, Акмолинская область, Степное генерал-губернаторство, Российская империя — 22 марта 1955, Алма-Ата, Казахская ССР, СССР) — казахский советский певец (драматический тенор), актёр театра, заслуженный артист Казахской ССР (1939).

## Биография
Родился в ауле № 1 Кууского района Акмолинской области Степного генерал-губернаторства Российской империи (ныне — Казыбекбийский район Карагандинской области, Казахстан).
Происходит из подрода Нұрбике Шаншар рода Каракесек племени Аргын.
С детства Куана к пению приучила мать Бадигуль, в прошлом известная певица. С 13 лет он пел на больших народных празднествах, увеселительных игрищах и был прозван «мальчиком-певцом». Позднее обучался пению у Кали Байжанова, Исы Байзакова, Майры Шамсутдиновой, Габбаса Айтбаева, Сатмагамбета Ахметова.
После Октябрьской революции 1917 года включился в общественную жизнь, возглавлял колхоз и аульный Совет. В 1930 году вступил в Компартию.
В 1930 году Куана Лекерова пригласили работать певцом в Казахском радиокомитете в Алма-Ате. Одновременно он работал в Казахском театре драмы, на сцене которого сыграл роли Жапала («Енлик — Кебек» М. О. Ауэзов), Ахана («Ахан сере — Актокты» Г. М. Мусрепова), Акына («Айман — Шолпан» М. О. Ауэзова и И. В. Коцыка) и другие. С 1940 года был солистом Казахской государственной филармонии имени Джамбула. В годы Великой Отечественной войны в составе специальных концертных бригад выступал с патриотическими песнями перед фронтовиками, вдохновляя их на ратные подвиги.
В репертуар Куана Лекерова вошли казахские народные песни («Келиншек», «Ак кум», «Алай кок»), песни народных композиторов Жаяу Мусы («Коныр», «Когершин», «Гаухар кыз», «Аксиса»), Акана Серэ Корамсаулы («Алтыбасар», «Макпал»), Биржан-сала («Жанбота»), Жарылгапберды Жумабайулы («Ардак», «Топай кок»), а также сочинения казахских советских композиторов.
Скончался 22 марта 1955 года, похоронен на Центральном кладбище Алма-Аты.